# Стабилизированный метод бисопряжённых градиентов
Стабилизированный метод бисопряжённых градиентов (англ. Biconjugate gradient stabilized method, BiCGStab) — итерационный метод решения СЛАУ крыловского типа. Разработан Ван дэр Ворстом (англ.) для решения систем с несимметричными матрицами. Сходится быстрее, чем обычный метод бисопряженных градиентов, который является неустойчивым, и поэтому применяется чаще.

## Обозначения
Для комплексных СЛАУ, в методе используются два вида скалярных произведений, в случае действительных матрицы и правой части они совпадают.
- {\displaystyle (u,v)=\sum _{i=1}^{n}{\overline {u}}_{i}v_{i}}
- {\displaystyle [u,v]=\sum _{i=1}^{n}u_{i}v_{i}}

## Алгоритм метода
Для решения СЛАУ вида {\displaystyle Ax=b}, где {\displaystyle A} — комплексная матрица, стабилизированным методом бисопряжённых градиентов может использоваться следующий алгоритм:
Подготовка перед итерационным процессом
1. Выберем начальное приближение {\displaystyle x^{0}}
2. {\displaystyle r^{0}=b-Ax^{0}}
3. {\displaystyle {\tilde {r}}=r^{0}}
4. {\displaystyle \rho ^{0}=\alpha ^{0}=\omega ^{0}=1}
5. {\displaystyle v^{0}=p^{0}=0}

{\displaystyle k}-я итерация метода
1. {\displaystyle \rho ^{k}=({\tilde {r}},r^{k-1})}
2. {\displaystyle \beta ^{k}={\frac {\rho ^{k}}{\rho ^{k-1}}}{\frac {\alpha ^{k-1}}{\omega ^{k-1}}}}
3. {\displaystyle p^{k}=r^{k-1}+\beta ^{k}(p^{k-1}-\omega ^{k-1}v^{k-1})}
4. {\displaystyle v^{k}=Ap^{k}}
5. {\displaystyle \alpha ^{k}={\frac {\rho ^{k}}{({\tilde {r}},v^{k})}}}
6. {\displaystyle s^{k}=r^{k-1}-\alpha ^{k}v^{k}}
7. {\displaystyle t^{k}=As^{k}}
8. {\displaystyle \omega ^{k}={\frac {[t^{k},s^{k}]}{[t^{k},t^{k}]}}}
9. {\displaystyle x^{k}=x^{k-1}+\omega ^{k}s^{k}+\alpha ^{k}p^{k}}
10. {\displaystyle r^{k}=s^{k}-\omega ^{k}t^{k}}

Критерий остановки итерационного процесса
Кроме традиционных критериев остановки, как число итераций ({\displaystyle k\leq k_{max}}) и заданная невязка ({\displaystyle \||r^{k}||/||b||<\varepsilon }), так же остановку метода можно производить, когда величина {\displaystyle |\omega ^{k}|} стала меньше некоторого заранее заданного числа {\displaystyle \varepsilon _{\omega }}.